# Hans Laffers
Hans Laffers, auch Lafferdes, Lafferd, Laffert, Löffert (bl. 1615–1625) war ein deutscher Münzmeister.

## Leben
Über die Herkunft und Ausbildung Laffers ist nichts bekannt. Er war 1615 bis 1617 Münzmeister der Reichsstadt Goslar. Laffers wird 1617 auch in Clausthal erwähnt und war 1619 bis 1625 in Zellerfeld und in Goslar als Münzmeister tätig.
Am 4. Februar 1622 kam es in Goslar im Zusammenhang mit der Teuerung der „Kipper- und Wipperzeit“ zu einem Aufstand unter Führung der Leineweber gegen das Stadtregiment, der im letzten Moment noch geschlichtet werden konnte, dennoch aber zu Übergriffen gegen die Münzer und die Juden führte. Gegen Laffers wurden Vorwürfe der Unzuverlässigkeit und der Bestechlichkeit erhoben, die dazu führten, dass ihm mehrfach die Absetzung angedroht wurde. Am 20. März 1625 wurde er als Münzmeister abgesetzt.
Die herzogliche Regierung des Fürstentums Braunschweig-Wolfenbüttel erhob eine Forderung von 1000 Talern gegen ihn. Da er die erforderliche Kaution nicht aufbringen konnte, sollte er verhaftet werden. Dieser Verhaftung entzog er sich durch Flucht in die Reichsstadt Goslar. Weiteres ist nicht bekannt.